# Dodge Super 8 Hemi
La Dodge Super 8 Hemi è una concept car sviluppata dalla Dodge e presentata al Salone dell'automobile di Detroit del 2001.

## Contesto
La vettura si presenta come un ibrido tra il design delle vetture anni '50 e il moderno stile dei SUV.

## Tecnica
Il propulsore installato sulla concept è un 5,7 litri V8 HEMI che eroga 353 CV con una coppia di 536 Nm, spingendo la Super 8 da 0 a 100 km/h in 6 secondi,con velocità massima di 248 km/h. Tale motore è abbinato ad un cambio automatico a 4 marce Autostick. Le sospensioni sono indipendenti con disegno MacPherson.

## La Super 8 Hemi nei media
- In ambito videoludico, la Super 8 Hemi compare nel videogioco Burnout Dominator (dove viene denominata Tuned Sports).[2]